# عثمان اليهري
عثمان اليهري (مواليد 24 يونيو 1993) هو لاعب كرة قدم قطري يلعب مع نادي أم صلال معار من نادي الغرافة في دوري نجوم قطر كلاعب وسط .

## مسيرة اللاعب
لعب في بداياته مع نادي معيذر و انتقل إلى الغرافة عام 2012 و أعاره الغرافة إلى نادي الجيش في عام 2015 و أعير إلى نادي أم صلال في عام 2024.

## روابط خارجية
- عثمان اليهري على موقع قاعدة بيانات كرة القدم.إي يو (الإنجليزية)
- عثمان اليهري على موقع Soccerway.com (الإنجليزية)